# Dittmann (Familienname)
Dittmann ist ein deutscher Familienname.

## Namensträger
- Alfred Dittmann (1906–1971), deutscher SS-Obersturmführer
- Andreas Dittmann (Geograph) (* 1959), deutscher Geograph
- Andreas Dittmann (Politiker) (* 1967), deutscher Kommunalpolitiker (SPD)
- Armin Dittmann (* 1945), deutscher Jurist
- Axel Dittmann (* 1966), deutscher Diplomat
- Berthold Dittmann (* 1970), deutscher Politiker
- Christian Dittmann (1639–1701), barocker Kupferstecher und Zeichner
- Christoph Hagen Dittmann (* 1965), deutscher Schauspieler
- Dieter Dittmann (* 1933), deutscher Fußballspieler
- Erich Dittmann (1916–1999), deutscher Grafiker und Maler
- Ewald Dittmann (1877–1945), deutscher evangelischer Pastor, Widerstandskämpfer gegen den Nationalsozialismus und Mitglied der Bekennenden Kirche
- Fiona Dittmann (* 1998), deutsche Volleyballspielerin
- Frank Dittmann (* 1960), deutscher Ingenieur und Technikhistoriker
- Georg Dittmann (1871–1956), deutscher klassischer Philologe
- Gina Dittmann (* 2002), deutsche Tennisspielerin
- Hans-Georg Gottfried Dittmann (* 1979), deutsch-österreichischer Journalist
- Herbert Dittmann (1904–1965), deutscher Botschafter
- Horst Dittmann (1943–2021), deutscher Tänzer
- Jana Dittmann (* 1970), deutsche Informatikerin und Hochschullehrerin
- Joanna Dittmann (* 1992), polnische Ruderin
- Jürgen Dittmann (* 1947), deutscher Sprachwissenschaftler
- Kai Dittmann (* 1966), deutscher Sportreporter
- Karl Heinrich Dittmann (1907–nach 1945), deutscher Prähistoriker und Ägyptologe
- Klaus Dittmann (1939–2016), deutscher Schauspieler und Synchronsprecher
- Kurt Dittmann (1906–1975), deutscher Lehrer und Maler
- Lorenz Dittmann (1928–2018), deutscher Kunsthistoriker und Hochschullehrer
- Otto Dittmann (1856–nach 1935), deutscher Redakteur und Lexikograf
- Reinhard Dittmann (* 1953), deutscher Vorderasiatischer Archäologe
- Sieghart Dittmann (* 1934), deutscher Epidemiologe und Schachspieler
- Siegward Dittmann (* 1954), deutscher Pädagoge, tätig in der deutschen freireligiösen Bewegung
- Steffen Dittmann (* 1967), deutscher Langstreckenläufer
- Thomas Dittmann (1931–1998), deutscher Kirchenmusiker
- Titus Dittmann (* 1948), deutscher Unternehmer, Mitbegründer der deutschen Skateboard-Szene
- Ursula Dittmann (1921–2014), deutsche Malerin und Grafikerin
- Uwe Dittmann (1964–1985), deutscher DDR-Grenzsoldat
- Victor von Dittmann (1842–1917), deutsch-baltischer Theologe der katholisch-apostolischen Kirche.
- Volker Dittmann (* 1951), deutscher forensischer Psychiater und Rechtsmediziner
- Walter Dittmann (1899–1972), deutscher evangelischer Theologe
- Werner Dittmann (1941–2002), deutscher Sonderpädagoge, Psychologe und Hochschullehrer
- Wilhelm Dittmann (1874–1954), deutscher Politiker
- Wilhelm Dittmann (Propst) (1915–1988), deutscher evangelischer Pfarrer, Superintendent im Berliner Kirchenkreis Neukölln
- Wolfgang Dittmann (1933–2014), deutscher Mediävist, Hochschullehrer und Schachkomponist